# Белевалія Липського
Белева́лія Ли́пського, Бельва́лія Ли́пського (Bellevalia lipskyi (Miscz.) Wulff.), або степовий гіацинт — рослина з родини холодкових.

## Морфологічна характеристика
Рослина виділяється серед інших завдяки своїм розчепіреним квітконіжкам. Листки лінійні, досить широкі, відходять від цибулини, обгортають біля основи безлисте стебло, яке виносить на висоту 20–30 см велику китицю дрібних брудно-фіолетових квіток, з яких верхні часто недорозвинені. Квітки мають зрослу оцвітину з гребенеподібними виростами. Тичинки прикріплені біля основи пелюстків розширеними і зрослими між собою частинами. Квіти розквітають поступово, починаючи з нижньої частини суцвіття. У пору відцвітання колір змінюється до бурого, а квітконіжки відгинаються горизонтально. Завдяки цьому суцвіття стає циліндричним.
У кінці червня достигають плоди-коробочки.
Іноді стебло відривається від цибулини і котиться за вітром, розсіваючи насіння.

## Поширення
Росте на сухих гірських схилах і кам'янистих ділянках у Південному Криму. Є ендеміком цього регіону.

## Назва
Назва роду дана на честь французького вченого П'єра Беллеваля, видова — на честь українського ботаніка Липського В. І.